# 大森昭
大森昭（日语：／，1927年3月20日—2012年5月21日）是日本的政治家。日本社会党的参议院议员（3期）。出生于东京都，毕业于法政大学，曾任全递信劳动组合中央副执行委员长，为日本社会党政权构想研究会成员。

## 经历
- 1946年（昭和21年）-进入递信省[2]
- 1977年（昭和52年）- 在第11届日本参议院议员通常选举全国区中初次当选
- 1983年（昭和58年）- 在第13届日本参议院议员通常选举中再次当选
- 1985年（昭和60年）- 担任参议院递信委员长
- 1986年（昭和61年）- 担任日本社会党选举对策委员长。[3]
- 1989年（平成元年）7月 - 在第15届日本参议院议员通常选举中当选
  - 8月-担任参议院环境特别委员长
- 1993年（平成5年）- 担任参議院議員運営委員長
- 1995年（平成7年）- 担任参议院国会等转移相关特别委员长
- 2012年（平成24年）5月21日午后7时29分- 因脑肿瘤去世于东京都某医院[1]。享年85岁。葬礼于26日午前9时30分在江户川区西小岩１の７の８の月光殿举行。

## 脚注
1. 1 2  大森昭氏死去（元社会党参院議員） （页面存档备份，存于） 時事通信 2012年5月22日閲覧
2. 1 2  『議会制度百年史 衆議院議員名鑑』(大蔵省印刷局、1990年)270頁
3. ↑  .   [2012-05-30]. （原始内容存档于2016-03-04）.

| 議會席位        | 議會席位                           | 議會席位        |
| --------------- | ---------------------------------- | --------------- |
| 前任： 前田勲男 | 参议院议院运营委员长 1993年-1994年 | 繼任： 小川仁一 |
| 前任： 林健太郎 | 参議院環境特別委員長 1989年-1990年 | 繼任： 上野雄文 |
| 前任： 松前達郎 | 参议院递信委员长 1985年-1986年     | 繼任： 高杉廸忠 |